# 山本省吾
山本 省吾（やまもと しょうご、1978年5月28日 - ）は、石川県七尾市出身の元プロ野球選手（投手）。
妻は元レースクイーンの中村真由美。

## 経歴

### プロ入り前
1978年に石川県七尾市で生まれる。星稜中学校では1年時に全日本少年軟式野球大会へ出場、2、3年時には2年連続で全国中学校軟式野球大会に出場し、3年時の第15回大会では優勝。
星稜高等学校でも1年時に第76回全国高等学校野球選手権大会に2番手投手として出場。2年時にはエースとして第67回選抜高等学校野球大会、第77回全国高等学校野球選手権大会に出場し、春はベスト8、夏は3回戦で吉年滝徳を擁する関西高校を、準決勝で庄田隆弘を擁する智弁学園高校を破って石川県勢初の決勝進出を果たし準優勝した。
高校卒業後は慶應義塾大学総合政策学部（SFC）へ進学して1年春から登板し、主将・高橋由伸の活躍もあって優勝すると大学選手権では準決勝で先発するも優勝してこの年アマチュア5冠を達成する近大に敗れた。4年秋には明治神宮野球大会優勝を経験。リーグ戦通算55試合登板、21勝14敗、防御率2.23、307奪三振。
2000年度ドラフト会議で大阪近鉄バファローズから1位指名（逆指名）を受けて入団（社会人野球等を経由せず慶應義塾大学名でのドラフト指名としては山本が初のプロ入団投手となった）。

### 近鉄時代
2001年はシーズンのほとんどを二軍で過ごした。
2002年はプロ初勝利を含む4勝を挙げ、56試合に登板して防御率2.52とリリーフとして台頭。
2003年は先発投手へ転向するも、25試合の登板で防御率5.49と振るわず未勝利に終わった。
2004年は前年より少ない14試合の登板だったものの、3勝1敗、防御率2.78と結果を残した。9月15日の対ロッテ戦（千葉マリンスタジアム）は、近鉄球団にとって関東での最終試合だったが、この試合で先発を務め、8回途中無失点の好投で3勝目を挙げ、近鉄の関東最終戦を勝利で飾った。一軍公式戦が終わった後の9月30日には藤井寺球場での最終試合となるウエスタン・リーグ優勝決定戦（対中日ドラゴンズ）に先発したが4回4失点で降板し、チームは6-12で敗れ、これが近鉄球団の最後の公式試合となった。同年オフの球団合併に伴う分配ドラフトを経て、オリックス・バファローズへ移籍。

### オリックス時代
2005年は春先に先発として登板したが、その後はリリーフでの起用が多くなり、2006年はシーズン終盤にプロ初セーブを含む2セーブを記録するなど、35試合に登板して防御率3.99を記録。
2007年は7月に昇格すると、主にロングリリーフとして19試合に登板し、防御率1.62の好成績を収めた。9月17日の対ロッテ戦では、延長12回裏・1死満塁の場面で、三塁走者・北川博敏の代走として出場。2死になってから、木元邦之のサヨナラ適時打で初得点となる決勝点を踏んだ。
2008年は中継ぎとして開幕を迎えたが、4月1日の対西武戦で光原逸裕が1死も取れず降板したため、2番手で登板すると5回無失点に抑え、その間に味方打線が逆転して同年初勝利を挙げるなど、主にビハインドの場面で結果を残した。その後、先発陣の離脱が相次いだため、4月8日の対ソフトバンク戦から先発へ転向すると、4月23日の対日本ハム戦ではプロ初完投・初完封勝利を挙げ、先発ローテーション唯一の左腕として活躍した。8月以降はやや成績を落としたが、最終的に10勝6敗、防御率3.38の成績を挙げ、初の規定投球回到達と2桁勝利を達成。また、規定投球回に達した投手の中では杉内俊哉・成瀬善久と並んでリーグ最少の38四死球と制球の良さを見せた。本拠地である京セラドーム大阪とスカイマークスタジアムでは4勝ずつを挙げ、クライマックスシリーズ進出を争った日本ハムから4勝、ロッテから3勝を挙げ、チームの9年ぶりとなるAクラス入りに貢献した。同年はプロ入り時の監督でもある梨田昌孝による監督推薦でオールスターゲームにも初出場し、2回を無安打無失点に抑えてベストピッチャー賞を受賞した。
2009年は開幕から前年同様にチーム唯一の先発左腕としてほぼ1年間ローテーションを守り抜いた。しかし、勝利投手の権利を保持して降板した後にリリーフが打たれたり、9月1日に9勝目を挙げた後は5試合で防御率7.80と調子を落としたため、2年連続2桁勝利は逃した。
2010年はオープン戦から不調が続き、開幕第3戦の先発を務めるも3回3失点ながら7安打を許すなど、開幕後も被安打が多く不安定な投球が目立った。5月4日の対ソフトバンク戦で初回に5失点を許し、2回途中で降板すると翌日に二軍降格。5月18日に昇格したが、岡田彰布監督は交流戦での予告先発制度がないことを逆手にとって、その週に対戦カードのあった広島・阪神のオーダーを撹乱させるのに一役買った。実際は、5月23日の対巨人戦で先発し、7回途中1失点の好投で勝利投手になると、交流戦では4戦4勝、防御率1.82の好成績を挙げ、チームの交流戦初優勝に貢献した。しかし、リーグ戦に戻ると再び不安定な投球が目立ち、最終的に8勝10敗、防御率5.47に終わった。対パ・リーグは4勝10敗、防御率6.55と打ち込まれ、特にソフトバンク戦と楽天戦が防御率8点台、西武戦も防御率10.54と散々なものだった。

### 横浜時代

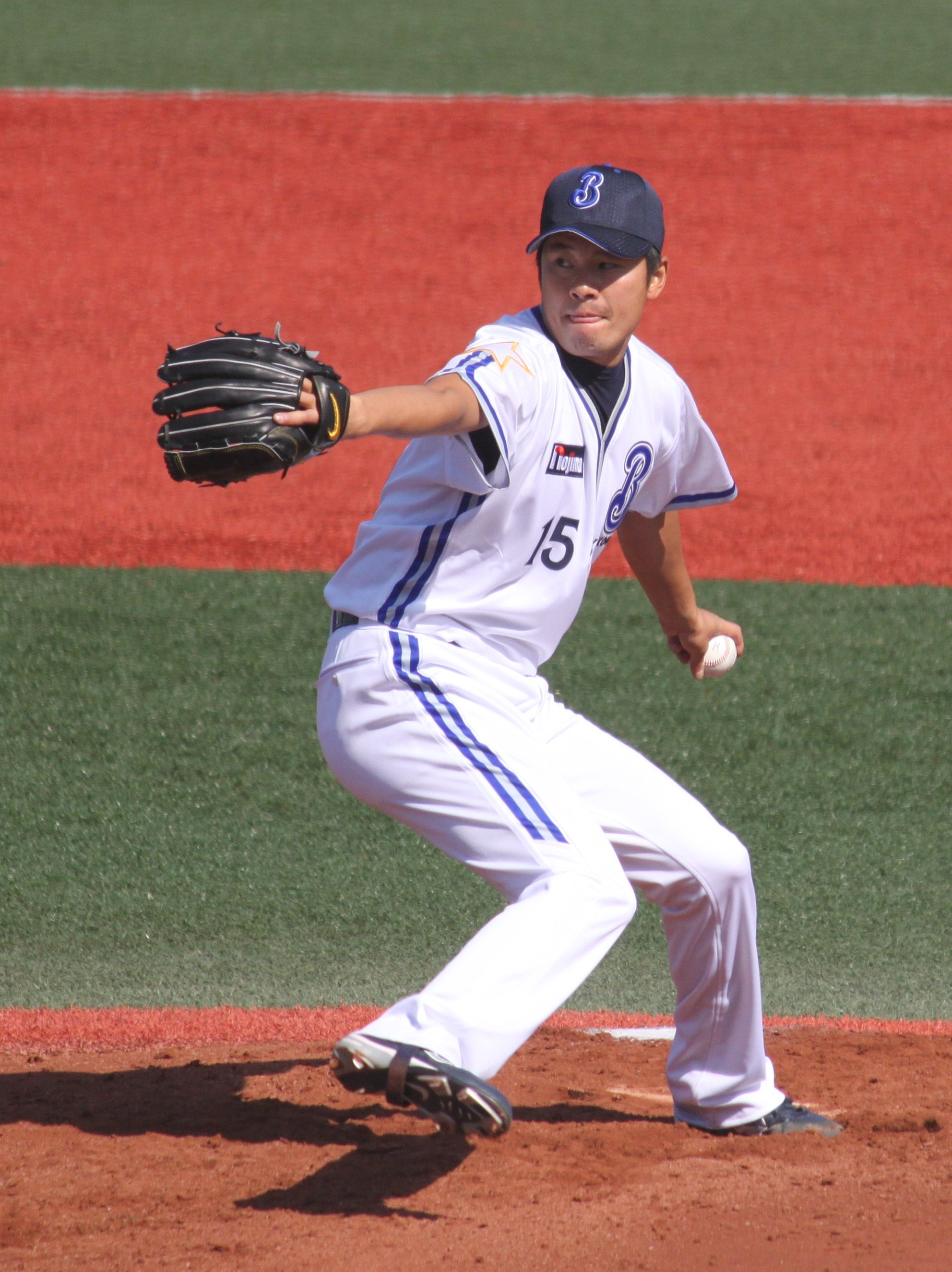
横浜時代
（2011年3月19日、横須賀スタジアム）

2010年12月16日、高宮和也・寺原隼人との2対2のトレードで、喜田剛とともに横浜ベイスターズへ移籍。背番号は15。
2011年はトレードでの移籍1年目にもかかわらず4月12日の対中日戦で自身初の開幕投手を務めた。しかし、この年は数試合続けて序盤で早々にKOされるなど打ち込まれるケースが目立ち、7月13日に11敗を喫して以降はリリーフとして登板するも結果が出ず、最終的に2勝11敗、防御率5.92に終わった。
2012年はオープン戦から好調を維持し、4月11日の対ヤクルト戦で球団名が横浜DeNAベイスターズに変わってから球団初の完封勝利を収める。但し、この試合は降雨コールド（6回表途中）で、9回を投げきっての球団初完封勝利は翌日4月12日に三浦大輔が挙げている。また、この完封は自身にとっても3年ぶりとなる完封で、その3年前の完封の相手は当時の横浜ベイスターズでしかも降雨コールドだった。しかしその後は勝ち星がなく、一軍と二軍を往復する日々が続き、7月14日の試合で7回6失点と炎上し登録を抹消され、そのままシーズンを終えた。

### ソフトバンク時代
2012年11月5日、神内靖・多村仁志・吉川輝昭との3対3のトレードで、吉村裕基・江尻慎太郎とともにソフトバンクへ移籍。背番号は38。
2013年はオープン戦で好投し、開幕を一軍で迎えるが、登板2試合目となる4月3日の対西武戦（西武ドーム）で1回を投げ2本の本塁打を打たれて登録を抹消される。その後左肘の故障で7月4日に神奈川県内の病院で左肘関節の鏡視下骨棘（こっきょく）・滑膜切除術を受けた。10月9日に球団から戦力外通告。通告後の11月10日に第1回合同トライアウトへ参加した。

### 引退後
2013年12月12日に福岡ソフトバンクホークスの東海・北信越担当のスカウトへ転身することが球団から発表された。

## 選手としての特徴
腕の位置が比較的低いスリー・クォーターから平均球速約136km/hの速球、シンカー気味に落ちるフォークボールに、2種類のスライダー、シュートを低めに集めて打たせて取る技巧派サウスポーである。

## 詳細情報

### 年度別投手成績
| 年 度      | 球 団        | 登 板 | 先 発 | 完 投 | 完 封 | 無 四 球 | 勝 利 | 敗 戦 | セ 丨 ブ | ホ 丨 ル ド | 勝 率 | 打 者 | 投 球 回 | 被 安 打 | 被 本 塁 打 | 与 四 球 | 敬 遠 | 与 死 球 | 奪 三 振 | 暴 投 | ボ 丨 ク | 失 点 | 自 責 点 | 防 御 率 | W H I P |
| ---------- | ------------ | ----- | ----- | ----- | ----- | -------- | ----- | ----- | -------- | ----------- | ----- | ----- | -------- | -------- | ----------- | -------- | ----- | -------- | -------- | ----- | -------- | ----- | -------- | -------- | ------- |
| 2001       | 近鉄         | 7     | 0     | 0     | 0     | 0        | 0     | 0     | 0        | --          | ----  | 32    | 5.2      | 12       | 4           | 3        | 0     | 1        | 8        | 0     | 0        | 11    | 11       | 17.47    | 2.65    |
| 2002       | 近鉄         | 56    | 0     | 0     | 0     | 0        | 4     | 1     | 0        | --          | .800  | 160   | 39.1     | 36       | 2           | 11       | 3     | 1        | 34       | 1     | 1        | 11    | 11       | 2.52     | 1.19    |
| 2003       | 近鉄         | 25    | 4     | 0     | 0     | 0        | 0     | 1     | 0        | --          | .000  | 178   | 41.0     | 55       | 7           | 10       | 0     | 0        | 28       | 0     | 0        | 25    | 25       | 5.49     | 1.59    |
| 2004       | 近鉄         | 14    | 4     | 0     | 0     | 0        | 3     | 1     | 0        | --          | .750  | 157   | 35.2     | 39       | 5           | 13       | 0     | 1        | 27       | 0     | 1        | 11    | 11       | 2.78     | 1.46    |
| 2005       | オリックス   | 22    | 2     | 0     | 0     | 0        | 2     | 0     | 0        | 1           | 1.000 | 131   | 28.1     | 39       | 5           | 9        | 0     | 0        | 21       | 1     | 0        | 19    | 19       | 6.04     | 1.69    |
| 2006       | オリックス   | 35    | 0     | 0     | 0     | 0        | 0     | 0     | 2        | 2           | ----  | 128   | 29.1     | 36       | 4           | 9        | 2     | 1        | 18       | 1     | 0        | 13    | 13       | 3.99     | 1.53    |
| 2007       | オリックス   | 19    | 0     | 0     | 0     | 0        | 1     | 1     | 0        | 5           | .500  | 111   | 27.2     | 27       | 0           | 6        | 1     | 1        | 20       | 2     | 1        | 6     | 5        | 1.63     | 1.19    |
| 2008       | オリックス   | 30    | 22    | 2     | 2     | 2        | 10    | 6     | 0        | 2           | .625  | 645   | 154.2    | 166      | 11          | 30       | 0     | 8        | 90       | 1     | 1        | 60    | 58       | 3.38     | 1.27    |
| 2009       | オリックス   | 27    | 26    | 3     | 1     | 0        | 9     | 7     | 0        | 0           | .563  | 685   | 159.2    | 176      | 18          | 47       | 0     | 4        | 110      | 1     | 0        | 84    | 75       | 4.23     | 1.40    |
| 2010       | オリックス   | 23    | 22    | 0     | 0     | 0        | 8     | 10    | 0        | 1           | .444  | 478   | 107.0    | 143      | 19          | 20       | 0     | 8        | 79       | 3     | 0        | 71    | 65       | 5.47     | 1.52    |
| 2011       | 横浜 DeNA    | 21    | 14    | 0     | 0     | 0        | 2     | 11    | 0        | 0           | .154  | 362   | 79.0     | 99       | 10          | 25       | 0     | 4        | 50       | 0     | 2        | 57    | 52       | 5.92     | 1.57    |
| 2012       | 横浜 DeNA    | 6     | 6     | 1     | 1     | 1        | 1     | 4     | 0        | 0           | .200  | 154   | 34.1     | 36       | 5           | 15       | 1     | 1        | 15       | 0     | 0        | 18    | 17       | 4.46     | 1.49    |
| 2013       | ソフトバンク | 2     | 0     | 0     | 0     | 0        | 0     | 0     | 0        | 0           | ----  | 10    | 1.2      | 3        | 2           | 2        | 0     | 0        | 1        | 0     | 0        | 2     | 2        | 10.80    | 3.00    |
| 通算：13年 | 通算：13年   | 287   | 100   | 6     | 4     | 3        | 40    | 42    | 2        | 11          | .488  | 3231  | 743.1    | 867      | 92          | 200      | 7     | 30       | 501      | 10    | 6        | 388   | 364      | 4.41     | 1.44    |

- 横浜（横浜ベイスターズ）は、2012年にDeNA（横浜DeNAベイスターズ）に球団名を変更

### 表彰
- オールスターゲーム・ベストピッチャー賞：1回 （2008年第1戦）

### 記録
投手成績
- 初登板：2001年5月28日、対日本ハムファイターズ9回戦（東京ドーム）、6回裏2死に3番手で救援登板、1/3回を無失点
- 初奪三振：2001年5月29日、対日本ハムファイターズ10回戦（東京ドーム）、8回裏に片岡篤史から
- 初勝利：2002年5月4日、対オリックス・ブルーウェーブ6回戦（グリーンスタジアム神戸）、7回裏2死に5番手で救援登板、1回1/3を無失点
- 初先発：2003年6月9日、対オリックス・ブルーウェーブ12回戦（大阪ドーム）、5回1失点
- 初先発勝利：2004年7月24日、対西武ライオンズ18回戦（西武ドーム）、5回3失点
- 初ホールド：2005年4月26日、対東北楽天ゴールデンイーグルス5回戦（山形県野球場）、6回裏に3番手で救援登板、1回1/3を無失点
- 初セーブ：2006年9月23日、対福岡ソフトバンクホークス19回戦（福岡Yahoo! JAPANドーム）、9回裏2死に4番手で救援登板・完了、1/3回を無失点
- 初完投勝利・初完封勝利：2008年4月23日、対北海道日本ハムファイターズ5回戦（札幌ドーム）、5安打1奪三振

打撃成績
- 初安打：2009年5月27日、対東京ヤクルトスワローズ1回戦（明治神宮野球場）、3回表に由規から左前安打

その他の記録
- オールスターゲーム出場：1回 （2008年）

### 背番号
- 18 （2001年 - 2004年）
- 20 （2005年 - 2010年）
- 15 （2011年 - 2012年）
- 38 （2013年）